# Самойлов, Александр Владимирович
Александр Владимирович Самойлов (29 октября 1952, Кемерово — 9 декабря 2020, Москва) — советский и российский актёр театра и кино. Заслуженный артист Российской Федерации (1997).

## Биография
Александр Самойлов родился 29 октября 1952 года в Кемерово. Сын народного артиста СССР Владимира Яковлевича Самойлова (1924—1999) и актрисы Надежды Фёдоровны Самойловой (1923—1999).
Когда Александр рос, родители были заняты на работе, и он некоторое время учился в школе для трудновоспитуемых подростков.
Окончил ГИТИС в 1977 году.
Служил в театре им. Вл. Маяковского, в Московском областном театре драмы, в Московском областном драматическом театре им. Островского.
С 1994 года состоял в труппе МХАТ им. М. Горького.
Скончался в Москве на 69-м году жизни 9 декабря 2020 года после продолжительной болезни. Предварительной причиной смерти Самойлова предполагают коронавирус.
Отпевание и прощание состоялось 14 декабря в Храме Живоначальной Троицы в Филимонках. Похоронен на Ваганьковском кладбище
(участок № 24), рядом с родителями.

## Личная жизнь
- Первая жена — Наталья Михайловна Самойлова (род. 15.02.1957), филолог
  - Сын — Александр (03.07.1978 — 12.02.2018), актёр
- Вторая жена — Наталья Самойлова; дочери:
  - Надежда (умерла в детстве)
  - Светлана (род. 26.06.1982), актриса
- Третья жена — Ирина Егоровна Аверина (род. 13.12.1966), актриса; сыновья:
  - Владимир (род. 21.09.1993), актёр
  - Константин (род. 05.12.1995), МСМК по акробатическому рок-н-роллу
  - Аркадий (род. 16.12.1998), актёр

## Творчество

### Роли в театре

#### Московский академический театр имени Владимира Маяковского
- «Ящерица» А. Володин — Похититель[2]
- «Жизнь Клима Самгина» М. Горького — Отец Захарий
- «Леди Макбет Мценского уезда» Н. Лескова — Сергей
- «Да здравствует Королева! Виват!» Р. Болта — Рицио

Московский областной театр драмы
- «Елизавета Английская» Ф. Брукнера — Граф Эссекс[2]
- «Мужчина женского рода» Ж. Ж. Брикера, М. Ласега — Альбер Ламар

#### Московский областной драматический театр имени А. Н. Островского
- «Без вины виноватые» А. Н. Островского. Режиссёр: Юрий Григорян — Миловзоров[2]
- «Мастер и Маргарита» М. А. Булгакова. Режиссёр: Рубен Вартапетов — Берлиоз

#### Московский Художественный академический театр имени М. Горького
Большая сцена
- «Горячее сердце» А.Н Островского. Режиссёр: Валерий Белякович — Аристарх[2]
- «Белая гвардия» М. А. Булгакова. Режиссёр: Татьяна Доронина — Тальберг
- «Контрольный выстрел» Юрия Полякова, Станислава Говорухина. Режиссёр: Станислав Говорухин — Виктор Кораблёв
- «Васса Железнова» М. Горького. Режиссёр: Б. Щедрин — Прохор Храпов
- «Весь Ваш Антоша Чехонте» по А. П. Чехову. Режиссёр: Эмиль Лотяну — Смирнов
- «Лес» А. Н. Островского. Режиссёр: Татьяна Доронина — Счастливцев
- «На дне» М. Горького. Режиссёр: Валерий Белякович — Барон
- «Комедианты господина…» М. А. Булгакова. Режиссёр: Т. В. Доронина — Шарлатан
- «Сон в летнюю ночь» У. Шекспира. Режиссёр: В. Р. Белякович — Основа
- «Мастер и Маргарита» М. А. Булгакова. Режиссёр: В. Р. Белякович — Каифа
- «Так и будет» К. М. Симонова. Режиссёр: Т. В. Доронина — Иванов
- «Школа злословия» Р. Шеридана. Режиссёр: В. М. Бейлис — Капитан Раули
- «Не хочу, чтобы ты выходила замуж за принца…» Е. Л. Шварца. Режиссёр: Т. В. Доронина — Пьетро
- «Дикарка» А. Н. Островского. Режиссёр: Т. В. Доронина — Михаил Боев
- «Гамлет» У. Шекспира. Режиссёр: В. Р. Белякович — Могильщик
- «Вишневый сад» А. П. Чехова. Режиссёр: С. В. Данченко — Епиходов, Прохожий
- «В поисках радости» В. С. Розова. Режиссёр: А. И. Дмитриев — Иван Никитич Лапшин
- «На всякого мудреца довольно простоты» А. Н. Островского. Режиссёр: В. М. Бейлис — Григорий
- «Отцы и дети» И. С. Тургенева. Режиссёр: А. И. Дмитриев — Николай Петрович Кирсанов
- «Лавр» Е. Водолазкина. Режиссёр: Э. Бояков, С. Глазков — Юродивый Карп, Архиепископ Ростовский, Ярославский и Белозерский Иона
- «Вишневый сад» А. П. Чехова. Режиссёр: С. Данченко, режиссёр реконструкции: В. Кементьев — Фирс

Малая сцена
- «Наполеон в Кремле» В. Ю. Малягина. Режиссёр: Николай Пеньков — маршал Ней[2]
- «В ожидании счастья» А. П. Чехова. Режиссёр: А. Дмитриев — Пискарёв
- «Высотка» Ю. И. Харламов. Режиссёр: А. С. Васильев — Курт
- «История рыцаря» А. Ю. Непомнящий. Режиссёр: А. Ю. Непомнящий — Премьер-министр

### Роли в кино
- 1972 — Зимородок — Зимородок, Сергей в молодости
- 1974 — Романс о влюблённых — средний брат Сергея
- 1976 — Сын председателя — Алексей Русак
- 1978 — Сегодня или никогда — Александр Борисович Вилькин
- 1978 — Обочина — Димка
- 1980 — Сицилианская защита — Андрей Николаевич Панов
- 1981 — Ночь на четвёртом круге — Кабардин
- 1982 — Бой на перекрёстке — Тарелкин
- 1983 — Высокая проба — Будиловский
- 1984 — Закон зимовки — строитель порта
- 1987 — Сильнее всех иных велений
- 1993 — Душа моя, Мария
- 2001 — Подозрение
- 2001 — Борода в очках и бородавочник — Почтальон
- 2001 — Простые истины, 221-я серия, капитан милиции
- 2002 — Женская логика — Леонид Валентинович Волоцкий
- 2003 — Две судьбы — Бутусов
- 2003 — Жизнь одна — моряк
- 2003 — Сель
- 2003 — Сибирочка — Корнеев, городовой
- 2003 — Кармен — пассажир автобуса
- 2004 — Лесная царевна — Воевода
- 2004 — Богатство — Трушин
- 2004 — На безымянной высоте — Нефёдов
- 2004 — На углу, у Патриарших 4 — Михалыч
- 2004 — Карусель — Соломин
- 2004 — Кавалеры морской звезды - Ращетаев, скупщик краденного
- 2004 — Близнецы — Егор Шемягин
- 2004 — Марш Турецкого 4 — председатель авиакомиссии (серия «Он обещал вернуться»)
- 2004—2013 — Кулагин и партнёры
- 2005 — Две судьбы 2 — Борис Бутусов
- 2005 — Две судьбы 3 — Борис Бутусов
- 2005 — Охота на асфальте
- 2005 — МУР есть МУР 3
- 2005 — Аэропорт — Ботаник
- 2006 — Солдаты 8 — прапорщик Старосюк с продсклада
- 2007 — Своя команда — Сергей Викторович
- 2007 — След — странный Вадик
- 2007 — Час Волкова — Фёдор Густавович Кампи, фокусник (серия «Фокус не удался»)
- 2007 — Слуга государев — Русский офицер
- 2007 — Любовь на острие ножа — тамада на свадьбе
- 2007 — Кровавая Мэри
- 2007 — Закон и порядок: Отдел оперативных расследований — отец подозреваемого
- 2007 — Гражданин начальник 3 — Жаров Василий Иванович
- 2007 — Гонка за счастьем — Ильич, опытный автомеханик
- 2008 — Знахарь — Владимир Владимирович Муха, следователь прокуратуры
- 2008 — Я лечу — Николай Латухин
- 2008 — Слабости сильной женщины
- 2008 — Дар Божий — судья
- 2008 — Возьми меня с собой
- 2009 — Солдаты 16. Дембель неизбежен — Иван Семёнович Балыга
- 2009 — Похождения нотариуса Неглинцева
- 2009 — Глухарь. Приходи, Новый год! — бомж Чалый
- 2009 — Вольф Мессинг: видевший сквозь время — Дормидонт
- 2009 — Возвращение мушкетёров, или Сокровища кардинала Мазарини
- 2010 — Час Волкова — Энтони Вольф
- 2010 — Тухачевский. Заговор маршала — С. М. Будённый
- 2010 — Стройбатя — полковник Громов
- 2010 — Столица греха — Сундуков, отец Стефани
- 2010 — Круиз — Матвей Лукин
- 2011 — Дикий 2 — генерал из Москвы
- 2013 — Балабол — отец Сани Балабина
- 2014 — Беглецы — Шкандыба, охотник за беглыми каторжанами
- 2017 — Оперетта капитана Крутова — Иван Петрович Матвеев, народный артист, «глыба русской драмы»
- 2018 — Скиф — Троян
- 2018 — Балабол-2 — отец Сани Балабина
- 2019 — Балабол-3 — отец Сани Балабина
- 2020 — Волк — Будённый